# Cigareta

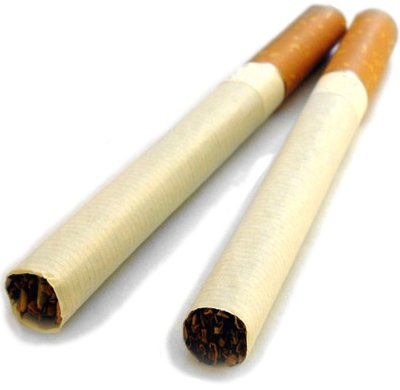
cigarety s filtrem

Cigareta je tabákový výrobek – jemně řezaná tabáková směs (FCSA) zabalená v cigaretovém papírku. V současnosti jsou průmyslově vyráběné cigarety většinou opatřené filtrem. Tabák v cigaretách je směsí tabáků (až 30 druhů tabáku) různého původu, různými postupy fermentovaného a s různými dalšími přísadami. Výsledný mix dává různým značkám cigaret různou chuť. Tabák je nakrájený na velmi tenké nitkovité proužky s vysokým obsahem laminy a s minimálním množstvím zlomků laminy. V současnosti je u většiny cigaret používán řez 0,9 mm. Čím hrubší řez, tím silnější a aromatičtější kouř a tím větší tvorba částicové fáze.

## Složení cigarety

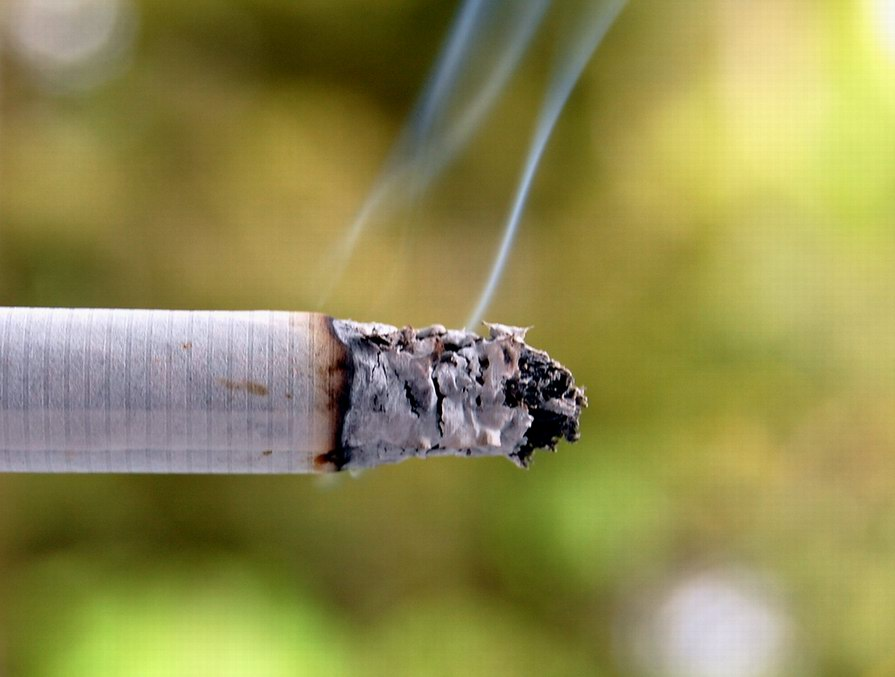
Hořící cigareta

### Náustkový papír
Prodyšný materiál, částečně regulující tah cigarety. Může být perforovaný kvůli prodyšnosti. Perforace je souhrn mikroskopických děr v první třetině náustkového papíru (provádí se mechanicky nebo laserem). Náustkový papír je mechanickým pojítkem mezi částí filtru a cigaretového provazce složeného z tabákové směsi obalené cigaretovým papírem.

### Cigaretový filtr
Vyrábí se z acetátu celulózy.
Filtry cigaret tvoří třetinu veškerého odpadu z moří a oceánů sbíraného na plážích. Jiná zpráva zobecňuje, že 90% odpadu v oceánech tvoří plasty (acetát celulózy, který tvoří filtr, patří mezi plasty). Přičemž užitečnost funkce filtru je mizivá.
Tzv. light cigarety ale nesnižují zdravotní rizika kouření tabáku.

### Cigaretový papír
Je to obal obklopující tabákový provazec. Je v něm nejvíce chemikálií z celé cigarety. Jedná se o speciální papír určený pro průmyslovou výrobu a ruční balení cigaret. Používá se lněný nebo konopný, vysoce kvalitní celulózový papír. Cigaretový papír reguluje rychlost hoření cigarety.
Do papíru se přidávají různé chemikálie, jako:
- uhličitan vápenatý – zlepšuje poréznost a hoření;
- uhličitan hořečnatý – zlepšuje barvu popelu;
- oxid titaničitý – zběluje popel;
- dusičnan draselný – zlepšuje hoření a dává popelu soudržnost.

### Tabáková směs
Skládá se z mnoha druhů tabáků, které jsou promíchány a následně fermentovány. Základní odrůdy tabáků pro směs tvoří burley, oriental a virginia. Fermentační přísady mohou být například příchutě čokolády, brandy, vanilky apod.

## Pěstování tabáku
Pěstování kvalitního tabáku začíná pečlivou přípravou půdy a sazenic. Semena tabáku jsou malá (na 1 gram jich připadá 10 000 až 30 000), rychle však během 5 až 10 dnů vyklíčí. Při správné přípravě půdy k výsevu vyrostou během dvou měsíců do výše 15 až 20 cm. Poté se přesazují na pole.
Po 3 až 4 měsících na poli jsou rostliny zralé pro sklizeň. Dvě ze tří nejdůležitějších odrůd tabáku – Virginia a Oriental – se sklízejí postupně, od časně zrajících listů u země postupně směrem vzhůru tak, jak dozrávají jednotlivé vrstvy na stvolu. Další důležitá odrůda tabáku – Burley – se sklízí zpravidla jednorázově. Rostlina se uřízne a po usušení se odtrhnou listy od stvolu.
Způsob sušení zásadně ovlivňuje konečnou kvalitu listů; profesionální dovednosti pěstitele jsou rozhodující pro zdůraznění různých charakteristických chutí tabáku.
Tabák odrůdy Virginia se suší metodou nazývanou „flue curing“. Tabák se pověsí do specializovaných sušáren, kde vodu z listů odpaří vyhřívaný vzduch. Tento postup trvá až jeden týden. Během této doby je třeba neustále sledovat a postupně zvyšovat teplotu. Příliš vysoké i příliš nízké teploty ve kterékoli fázi sušení mají na kvalitu negativní vliv.
Tabák odrůdy Burley se suší na vzduchu v dobře větraných sušárnách, což je proces trvající až dva měsíce. Tabák odrůdy Oriental se suší na slunci. Listy se pověsí ven tak, aby byly vystaveny slunečnímu záření.
Po usušení pěstitel listy tabáku třídí podle jejich polohy na stvolu a vlastností, zabalí je do žoků a dodá na aukci.

## Rozměry cigaret
Obvod většiny cigaret je přibližně 25 mm. Vyhláška[která?] definuje čtyři délky cigarety:
- Standardní cigareta je dlouhá 70 mm,[zdroj⁠?!] (je-li delší než 80 mm, považuje se z daňového hlediska za 2 cigarety, od 110 mm pak za 3 cigarety, atd. (řada roste po 30mm přírůstcích)[6])
- Cigareta typu KING-SIZE je dlouhá 85 mm (84–85 mm),
- Cigareta typu SUPER KING-SIZE je dlouhá 100 mm (93–100 mm),
- Cigareta s označením LONGS (LONG SIZE) je dlouhá 120 mm.
- Cigareta s označením SUPER LONGS (SUPER LONG SIZE) je dlouhá 150 mm.

## Elektronická cigareta
Elektronická cigareta je alternativní produkt, který za použití speciální nikotinové náplně vytváří aerosol podobný kouři, který kuřák vdechuje. Aerosol bývá prodejci elektronických cigaret někdy mylně označován jako (vodní) pára. Škodliviny v aerosolu elektronických cigaret jsou v nižších koncentracích než v běžných cigaretách a některé látky se liší. Aerosol neobsahuje dehet a oxid uhelnatý, ale obsahuje škodlivé organické látky vznikající rozkladem propylenglykolu, ovšem koncentrace těchto organických látek jsou devětkrát až 450krát nižší než v běžných cigaretách (tyto organické látky lze nalézt i ve farmaceutických inhalátorech).[zdroj?]
Náplně do elektronických cigaret jsou dostupné v mnoha příchutích a s různou koncentrací nikotinu. Zakoupíte je nejčastěji v kapalné formě. Aby elektronická cigareta spolehlivě fungovala, musí se náplň průběžně doplňovat do patrony (cartrige).

### Výhody elektronických cigaret
Mezi hlavní výhody kouření elektronických cigaret lze zařadit tyto:

#### Elektronická cigareta je méně škodlivá, než klasická cigareta.
Oproti klasickým cigaretám elektronická cigareta neobsahuje dehet ani oxid uhelnatý. Lidské tělo tak není zatěžováno těmito nebezpečnými látkami.

#### Kouření elektronické cigarety je méně nákladné
V průměru je možné ušetřit 4- až 5násobek financí vydaných za jeden měsíc.[zdroj?] Záleží zde na několika faktorech, které náklady ovlivňují (typ e-cigarety, použitá náplň, styl kouření, atd.) Kouření elektronické cigarety je z dlouhodobého hlediska stále mnohem levnější, než kouření klasických cigaret.

#### Elektronickou cigaretou lze plnohodnotně nahradit klasickou cigaretu
Při správném výběru elektronické cigarety, lze e-cigaretu považovat za 100% náhradu klasické cigarety.[zdroj?] Kvalitní elektronická cigareta se správnou sílou náplně zjednoduší přechod z kouření klasické cigarety na elektronickou cigaretu.

#### Pára z elektronické cigarety nezatěžuje okolí
Pára z elektronické cigarety obsahuje minimum škodlivých látek, v porovnání s kouřem z klasické cigarety.[zdroj?]